# Fabales

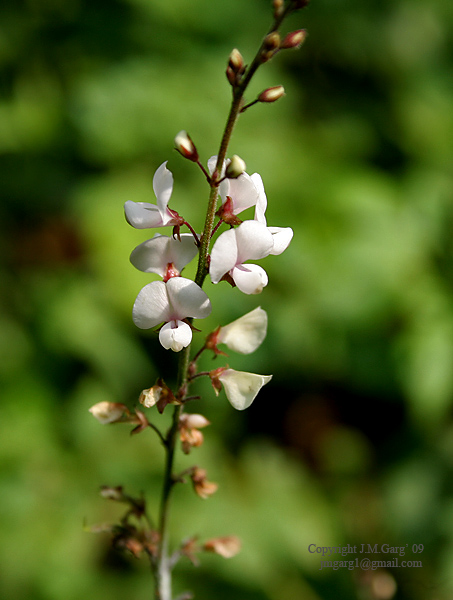
Desmodium gangeticum.

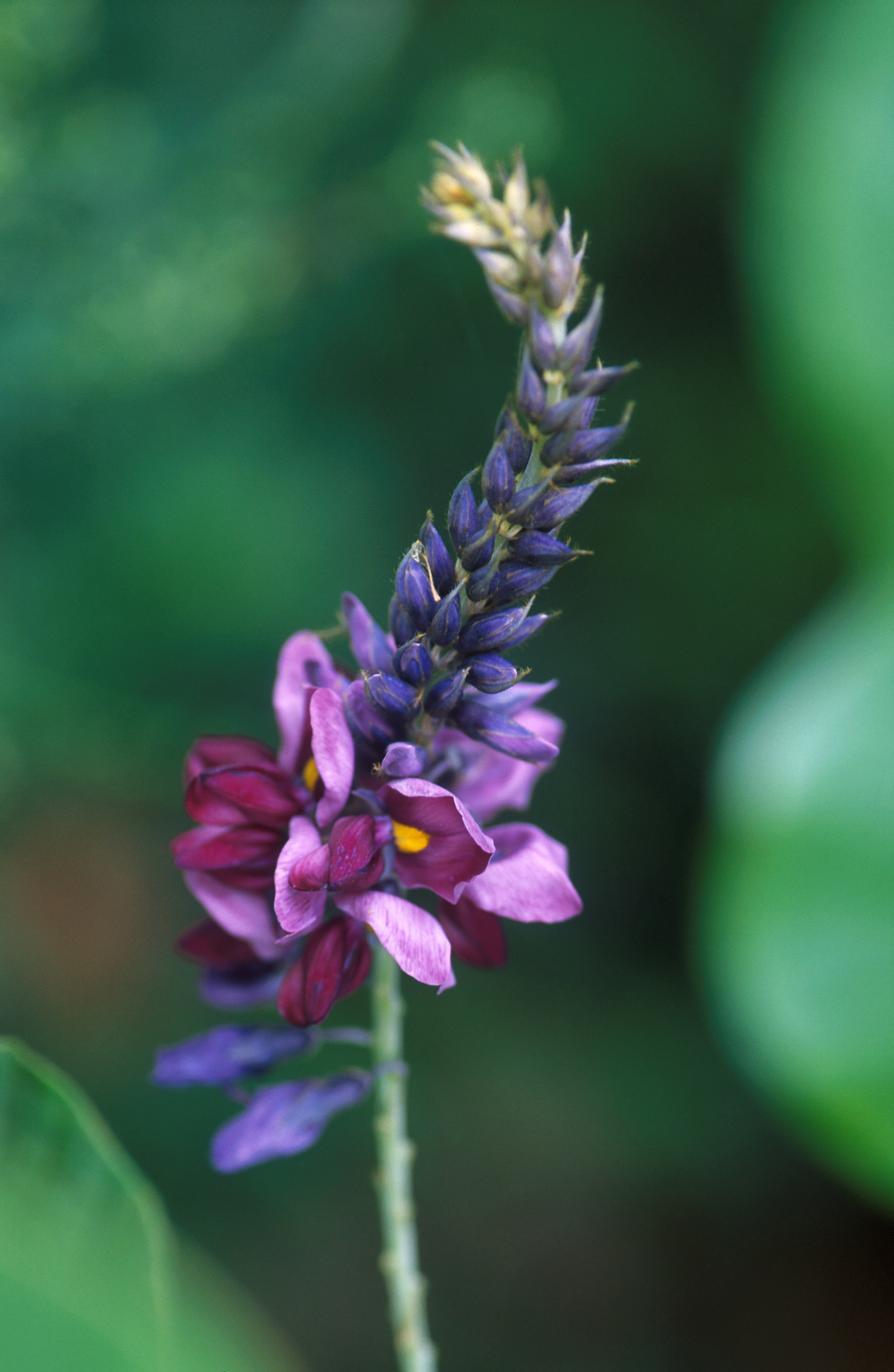
Flor de Pueraria lobata (kudzu).

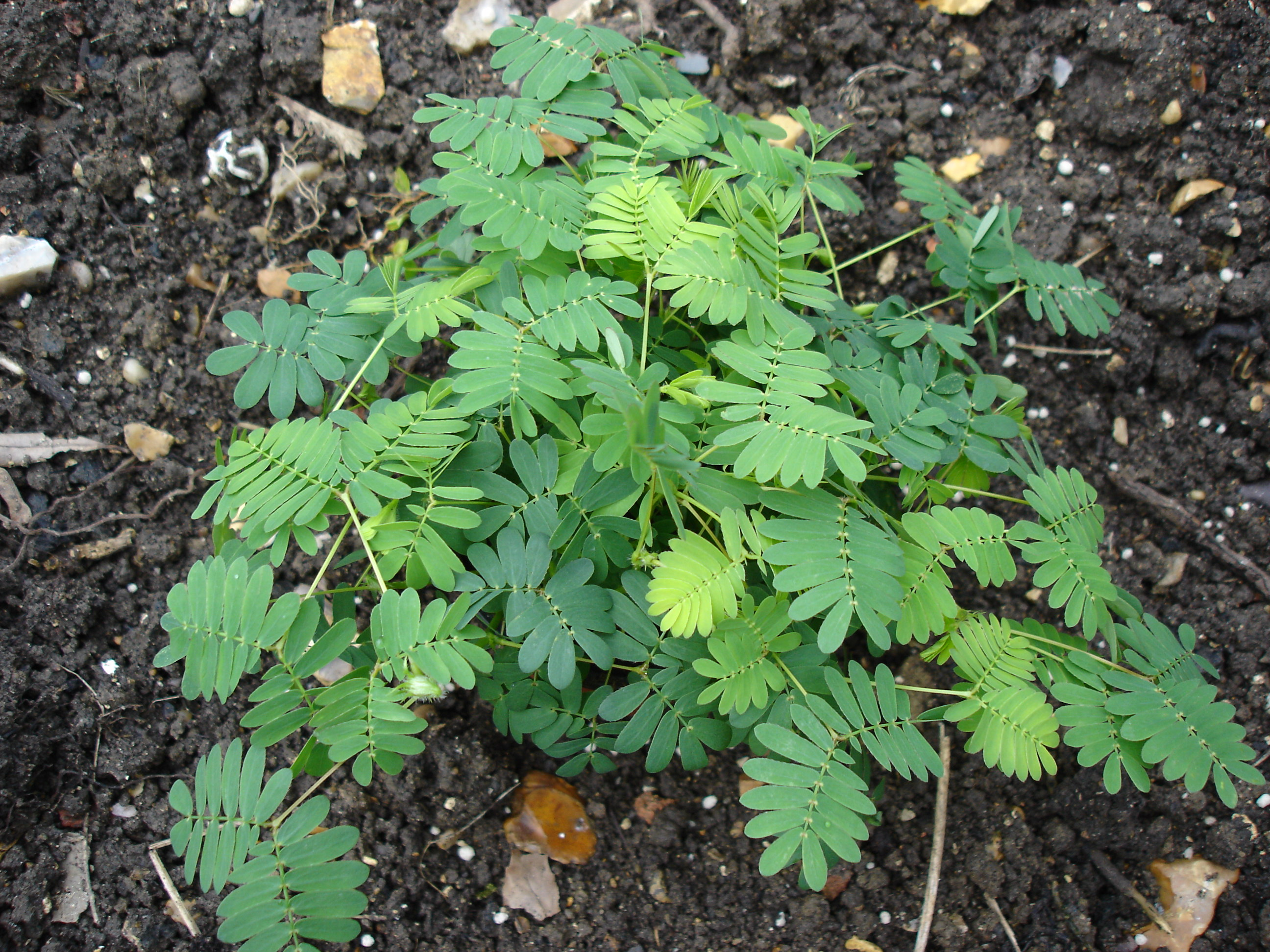
Folhagem de Mimosa pudica (aberta).

Fabales é uma ordem de plantas com flor pertencente à classe Magnoliopsida (dicotiledóneas, plantas cujo embrião contém dois ou mais cotilédones), com distribuição cosmopolita, embora mais frequente nas zonas tropicais, e com alta distribuição altitudinal. A ordem agrupa entre 19 000 e 22 000 espécies, incluindo plantas com grande importância económica (como plantas alimentares, forrageiras, ornamentais, medicinais e industriais).

## Descrição
A ordem Fabales constitui um agrupamento taxonómico muito homogéneo, filogeneticamente próximo da família Rosaceae. Apresentam hábito variado, com árvores, arbustos e herbáceas (estas duas últimas categorias as mais frequentes nas zonas temperadas). É frequente a formação de nódulos radiculares que albergam em simbiose bactérias fixadoras de azoto.
As folhas em geral são compostas e estipuladas.
Os membro desta ordem caracterizam-se pela presença de flores actinomorfas ou zigomorfas (existe tendência para a zigomorfia), hermafroditas, pentâmeras, com tendência para a redução do número de estames, com um único carpelo.
O fruto é geralmente seco e deiscente por duas suturas (formadas pela nervura do carpelo e pela sutura), maioritariamente do tipo do tipo vagem.

## Distribuição e diversidade

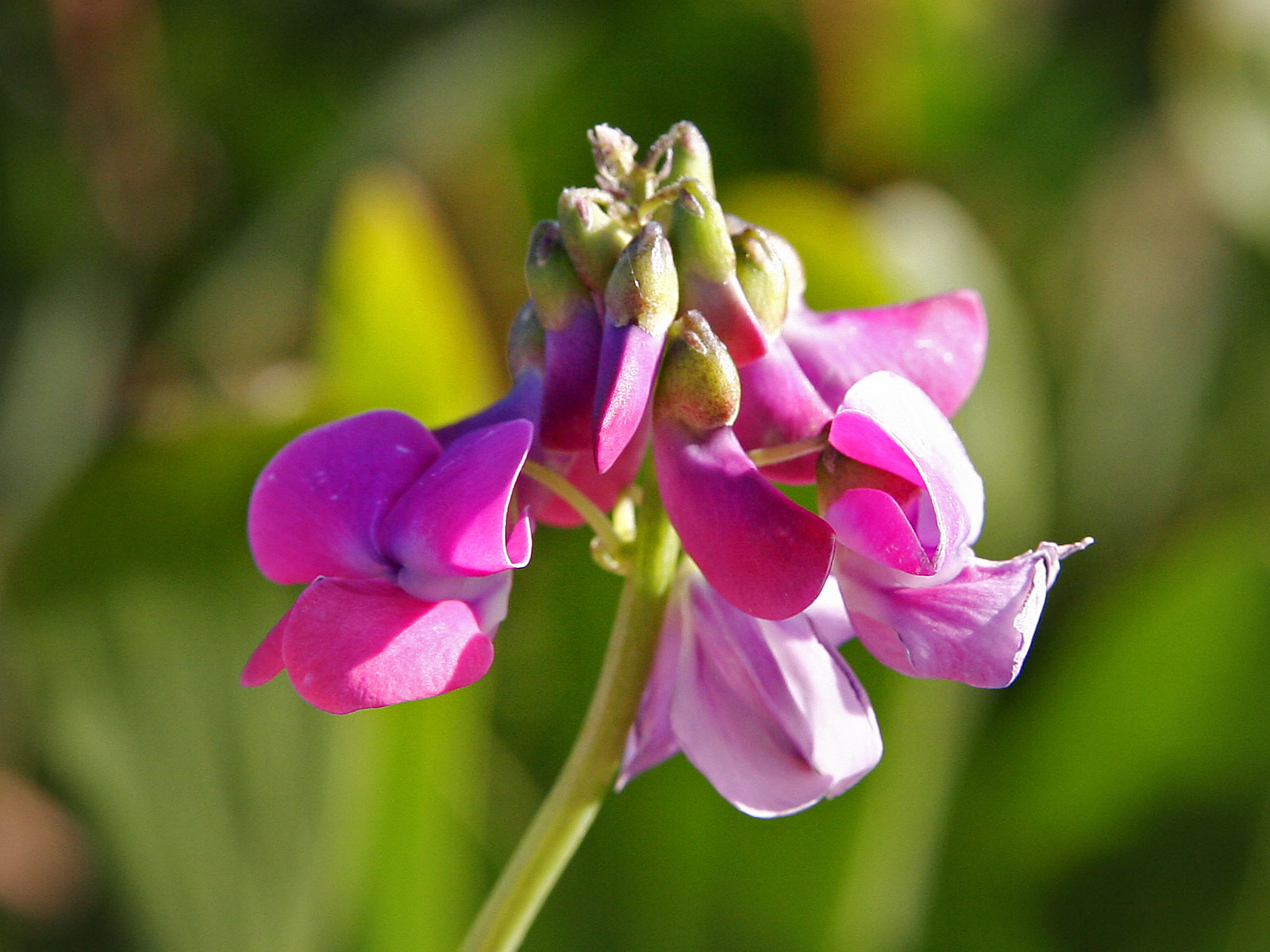
Uma Flor da Familia fabales

Esta ordem tem uma distribuição cosmopolita, embora seja mais frequente nas zonas tropicais, e tem grande distribuição altitudinal. A subfamília Papilionoideae (Faboideae) da família Fabaceae, apesar de presente em todos os grandes biomas terrestres, concentra-se nas regiões de clima temperado do Hemisfério Norte.
A ordem contém entre 21 000 e 23 000 espécies (é uma das maiores ordens de plantas com flor), entre as quais múltiplas espécies de grande importância económica. Membros desta ordem, em particular da família Fabaceae, são utilizados como plantas para alimentação humana (através do aproveitamento dos frutos, sementes ou da planta inteira), como plantas medicinais, como ornamentais, para silvicultura (produção de madeiras e protecção de solos) e para fins industriais (produção de gomas, óleos e perfumes).

## Taxonomia
As Fabales são uma ordem de plantas com flor incluída no clado das rosíedeas do grupo das eudicotiledóneas, conforme definido no sistema de classificação APG IV do Angiosperm Phylogeny Group.
Na circunscrição proposta pelo sistema APG IV, esta ordem inclui as famílias Fabaceae (as leguminosas, incluindo as 6 subfamílias que presentemente a integram: Cercidoideae, Detarioideae, Duparquetioideae, Dialioideae, Caesalpinioideae e Faboideae), Quillajaceae, Polygalaceae (incluindo as antigas famílias Diclidantheraceae, Moutabeaceae e Xanthophyllaceae) e Surianaceae.
Esta circunscrição marca uma ruptura com a arrumação tradicional destas famílias, já que no antigo sistema de classificação de Cronquist, as famílias que hoje integram as Fabales eram colocadas em ordens separadas: a família Polygalaceae na ordem Polygalales e as restantes na ordem Rosales. No sistema Cronquist e noutros sistemas de classificação de base morfológica, a ordem Fabales era um táxon monotípico integrando exclusivamente a família Fabaceae.
No sistema de classificação de Dahlgren, desenvolvido por Rolf Dahlgren, as Fabales eram integradas na superordem Fabiflorae (também designada por Fabanae) com três outras famílias, correspondentes às actuais subfamílias de Fabaceae no sistema APG IV. As restantes famílias integradas em Fabales pela classificação APG IV eram colocadas em ordens separadas por Cronquist, as Polygalaceae dentro de sua própria ordem, as Polygalales, e as Quillajaceae e Surianaceae dentro das Rosales.
A família Fabaceae, como a terceira maior família de plantas do mundo, contém a maior parte da diversidade das Fabales, sendo que as outras famílias compõem uma parcela comparativamente pequena da diversidade da ordem. A investigação filogenética e taxonómica na ordem tem estado focada nas Fabaceae, devido em parte à sua grande diversidade biológica e por outra parte à sua importância como plantas alimentícias. Ainda assim, as Polygalaceae são bastante bem conhecidas entre as famílias de plantas, em parte devido à grande diversidade do género Polygala e por alguns membros da família serem plantas que servem de alimento para vários Lepidoptera (borboletas e mariposas).
Enquanto taxonomistas usando técnicas de filogenia molecular encontram forte suporte para a monofilia da ordem, permanecem questões sobre as relações morfológicas das Quillajaceae e Surianaceae com o resto da ordem, devido em parte aos conhecimentos limitados sobre essas famílias.
A posição sistemática do grupo, com a presente circunscrição taxonómica, conforme determinada pelas técnicas da filogenia molecular, sugere a seguinte árvore evolucionária:
|  |  |         |  |  |  |  |  |  |  |  |  | Polygalaceae |  |  |  |  |  |  |  |  |  |                  |  |             |  |                  |  |  |  |  |  |
|  |  |         |  |  |  |  |  |  |  |  |  |              |  |  |  |  |  |  |  |  |  |                  |  |             |  |                  |  |  |  |  |  |
|  |  |         |  |  |  |  |  |  |  |  |  |              |  |  |  |  |  |  |  |  |  |                  |  |             |  |                  |  |  |  |  |  |
|  |  |         |  |  |  |  |  |  |  |  |  | Surianaceae  |  |  |  |  |  |  |  |  |  |                  |  |             |  |                  |  |  |  |  |  |
|  |  |         |  |  |  |  |  |  |  |  |  |              |  |  |  |  |  |  |  |  |  |                  |  |             |  |                  |  |  |  |  |  |
|  |  | Fabales |  |  |  |  |  |  |  |  |  |              |  |  |  |  |  |  |  |  |  |                  |  |             |  |                  |  |  |  |  |  |
|  |  |         |  |  |  |  |  |  |  |  |  |              |  |  |  |  |  |  |  |  |  |                  |  |             |  |                  |  |  |  |  |  |
|  |  |         |  |  |  |  |  |  |  |  |  | Quillajaceae |  |  |  |  |  |  |  |  |  |                  |  |             |  |                  |  |  |  |  |  |
|  |  |         |  |  |  |  |  |  |  |  |  |              |  |  |  |  |  |  |  |  |  |                  |  |             |  |                  |  |  |  |  |  |
|  |  |         |  |  |  |  |  |  |  |  |  |              |  |  |  |  |  |  |  |  |  |                  |  |             |  |                  |  |  |  |  |  |
|  |  |         |  |  |  |  |  |  |  |  |  |              |  |  |  |  |  |  |  |  |  |                  |  |             |  |                  |  |  |  |  |  |
|  |  |         |  |  |  |  |  |  |  |  |  |              |  |  |  |  |  |  |  |  |  | Cercidoideae     |  |             |  |                  |  |  |  |  |  |
|  |  |         |  |  |  |  |  |  |  |  |  |              |  |  |  |  |  |  |  |  |  |                  |  |             |  |                  |  |  |  |  |  |
|  |  |         |  |  |  |  |  |  |  |  |  |              |  |  |  |  |  |  |  |  |  |                  |  |             |  |                  |  |  |  |  |  |
|  |  |         |  |  |  |  |  |  |  |  |  |              |  |  |  |  |  |  |  |  |  |                  |  |             |  |                  |  |  |  |  |  |
|  |  |         |  |  |  |  |  |  |  |  |  |              |  |  |  |  |  |  |  |  |  | Detarioideae     |  |             |  |                  |  |  |  |  |  |
|  |  |         |  |  |  |  |  |  |  |  |  |              |  |  |  |  |  |  |  |  |  |                  |  |             |  |                  |  |  |  |  |  |
|  |  |         |  |  |  |  |  |  |  |  |  | Fabaceae     |  |  |  |  |  |  |  |  |  |                  |  |             |  |                  |  |  |  |  |  |
|  |  |         |  |  |  |  |  |  |  |  |  |              |  |  |  |  |  |  |  |  |  |                  |  |             |  |                  |  |  |  |  |  |
|  |  |         |  |  |  |  |  |  |  |  |  |              |  |  |  |  |  |  |  |  |  | Duparquetioideae |  |             |  |                  |  |  |  |  |  |
|  |  |         |  |  |  |  |  |  |  |  |  |              |  |  |  |  |  |  |  |  |  |                  |  |             |  |                  |  |  |  |  |  |
|  |  |         |  |  |  |  |  |  |  |  |  |              |  |  |  |  |  |  |  |  |  |                  |  |             |  |                  |  |  |  |  |  |
|  |  |         |  |  |  |  |  |  |  |  |  |              |  |  |  |  |  |  |  |  |  |                  |  |             |  |                  |  |  |  |  |  |
|  |  |         |  |  |  |  |  |  |  |  |  |              |  |  |  |  |  |  |  |  |  |                  |  | Dialioideae |  |                  |  |  |  |  |  |
|  |  |         |  |  |  |  |  |  |  |  |  |              |  |  |  |  |  |  |  |  |  |                  |  |             |  |                  |  |  |  |  |  |
|  |  |         |  |  |  |  |  |  |  |  |  |              |  |  |  |  |  |  |  |  |  |                  |  |             |  |                  |  |  |  |  |  |
|  |  |         |  |  |  |  |  |  |  |  |  |              |  |  |  |  |  |  |  |  |  |                  |  |             |  |                  |  |  |  |  |  |
|  |  |         |  |  |  |  |  |  |  |  |  |              |  |  |  |  |  |  |  |  |  |                  |  |             |  | Caesalpinioideae |  |  |  |  |  |
|  |  |         |  |  |  |  |  |  |  |  |  |              |  |  |  |  |  |  |  |  |  |                  |  |             |  |                  |  |  |  |  |  |
|  |  |         |  |  |  |  |  |  |  |  |  |              |  |  |  |  |  |  |  |  |  |                  |  |             |  |                  |  |  |  |  |  |
|  |  |         |  |  |  |  |  |  |  |  |  |              |  |  |  |  |  |  |  |  |  |                  |  |             |  |                  |  |  |  |  |  |
|  |  |         |  |  |  |  |  |  |  |  |  |              |  |  |  |  |  |  |  |  |  |                  |  |             |  | Faboideae        |  |  |  |  |  |
|  |  |         |  |  |  |  |  |  |  |  |  |              |  |  |  |  |  |  |  |  |  |                  |  |             |  |                  |  |  |  |  |  |

O enquadramento da ordem Fabales no clado das eurosídeas (ou fabids) é o que consta do seguinte cladograma:
|  | Rosales                                                  |
|  |                                                          |
|  | \| \| Fagales \| \| \| \| \| \| Cucurbitales \| \| \| \| |
|  |                                                          |
|  | Fagales                                                  |
|  |                                                          |
|  | Cucurbitales                                             |
|  |                                                          |

|  | Fagales      |
|  |              |
|  | Cucurbitales |
|  |              |

|  | Rosales                                                  |
|  |                                                          |
|  | \| \| Fagales \| \| \| \| \| \| Cucurbitales \| \| \| \| |
|  |                                                          |
|  | Fagales                                                  |
|  |                                                          |
|  | Cucurbitales                                             |
|  |                                                          |

|  | Fagales      |
|  |              |
|  | Cucurbitales |
|  |              |

|  | Celastrales                                                 |
|  |                                                             |
|  | \| \| Malpighiales \| \| \| \| \| \| Oxalidales \| \| \| \| |
|  |                                                             |
|  | Malpighiales                                                |
|  |                                                             |
|  | Oxalidales                                                  |
|  |                                                             |

|  | Malpighiales |
|  |              |
|  | Oxalidales   |
|  |              |

|  | Rosales                                                  |
|  |                                                          |
|  | \| \| Fagales \| \| \| \| \| \| Cucurbitales \| \| \| \| |
|  |                                                          |
|  | Fagales                                                  |
|  |                                                          |
|  | Cucurbitales                                             |
|  |                                                          |

|  | Fagales      |
|  |              |
|  | Cucurbitales |
|  |              |

|  | Rosales                                                  |
|  |                                                          |
|  | \| \| Fagales \| \| \| \| \| \| Cucurbitales \| \| \| \| |
|  |                                                          |
|  | Fagales                                                  |
|  |                                                          |
|  | Cucurbitales                                             |
|  |                                                          |

|  | Fagales      |
|  |              |
|  | Cucurbitales |
|  |              |

|  | Celastrales                                                 |
|  |                                                             |
|  | \| \| Malpighiales \| \| \| \| \| \| Oxalidales \| \| \| \| |
|  |                                                             |
|  | Malpighiales                                                |
|  |                                                             |
|  | Oxalidales                                                  |
|  |                                                             |

|  | Malpighiales |
|  |              |
|  | Oxalidales   |
|  |              |

|  | Rosales                                                  |
|  |                                                          |
|  | \| \| Fagales \| \| \| \| \| \| Cucurbitales \| \| \| \| |
|  |                                                          |
|  | Fagales                                                  |
|  |                                                          |
|  | Cucurbitales                                             |
|  |                                                          |

|  | Fagales      |
|  |              |
|  | Cucurbitales |
|  |              |

|  | Rosales                                                  |
|  |                                                          |
|  | \| \| Fagales \| \| \| \| \| \| Cucurbitales \| \| \| \| |
|  |                                                          |
|  | Fagales                                                  |
|  |                                                          |
|  | Cucurbitales                                             |
|  |                                                          |

|  | Fagales      |
|  |              |
|  | Cucurbitales |
|  |              |

|  | Celastrales                                                 |
|  |                                                             |
|  | \| \| Malpighiales \| \| \| \| \| \| Oxalidales \| \| \| \| |
|  |                                                             |
|  | Malpighiales                                                |
|  |                                                             |
|  | Oxalidales                                                  |
|  |                                                             |

|  | Malpighiales |
|  |              |
|  | Oxalidales   |
|  |              |

|  | Rosales                                                  |
|  |                                                          |
|  | \| \| Fagales \| \| \| \| \| \| Cucurbitales \| \| \| \| |
|  |                                                          |
|  | Fagales                                                  |
|  |                                                          |
|  | Cucurbitales                                             |
|  |                                                          |

|  | Fagales      |
|  |              |
|  | Cucurbitales |
|  |              |

|  | Rosales                                                  |
|  |                                                          |
|  | \| \| Fagales \| \| \| \| \| \| Cucurbitales \| \| \| \| |
|  |                                                          |
|  | Fagales                                                  |
|  |                                                          |
|  | Cucurbitales                                             |
|  |                                                          |

|  | Fagales      |
|  |              |
|  | Cucurbitales |
|  |              |

|  | Celastrales                                                 |
|  |                                                             |
|  | \| \| Malpighiales \| \| \| \| \| \| Oxalidales \| \| \| \| |
|  |                                                             |
|  | Malpighiales                                                |
|  |                                                             |
|  | Oxalidales                                                  |
|  |                                                             |

|  | Malpighiales |
|  |              |
|  | Oxalidales   |
|  |              |

## Galeria

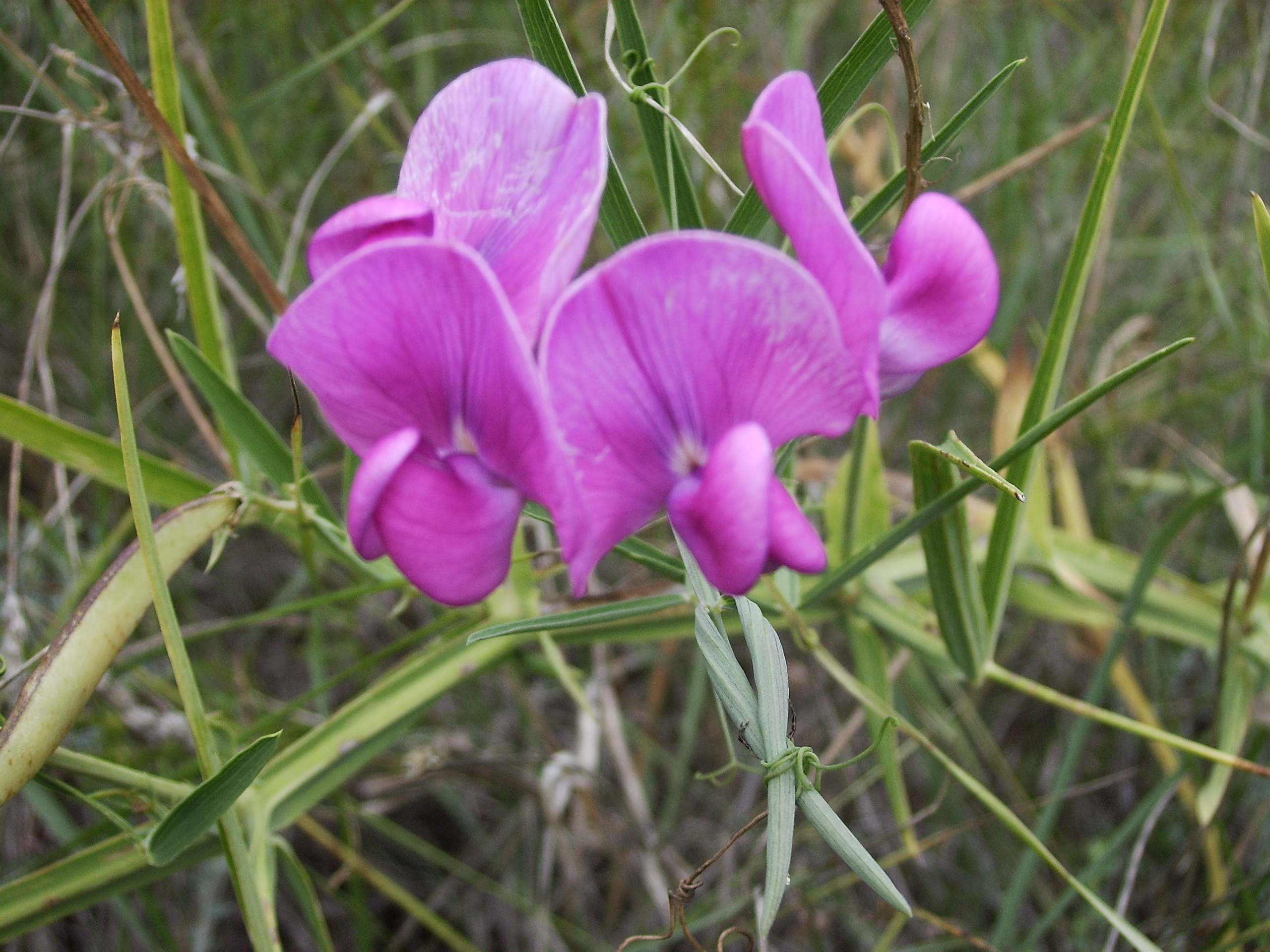
Ervilha-tuberosa (Lathyrus tuberosus) das Fabaceae
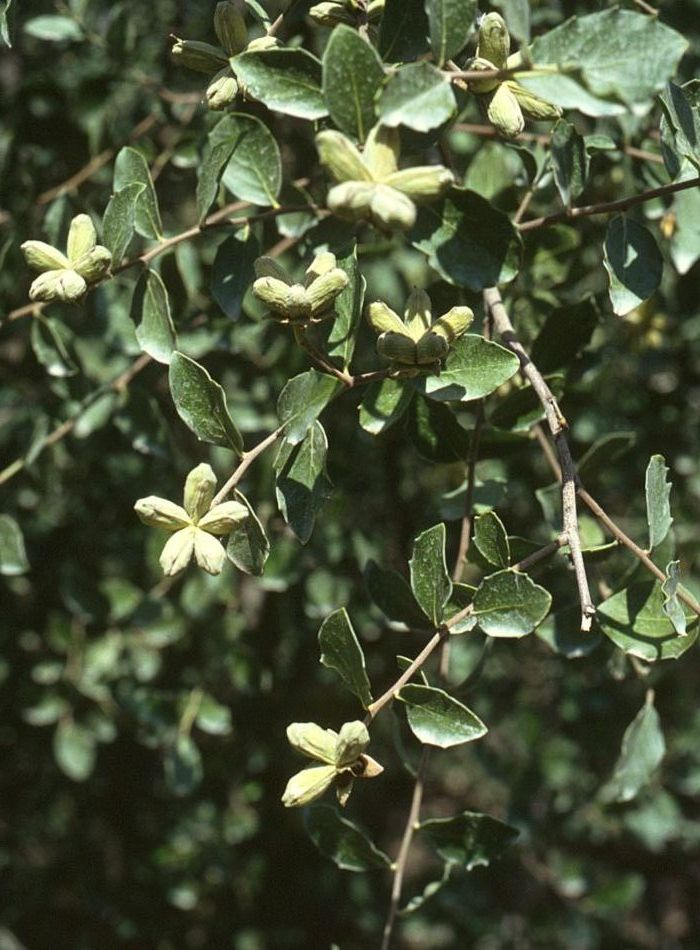
Quillaja saponaria das Quillajaceae
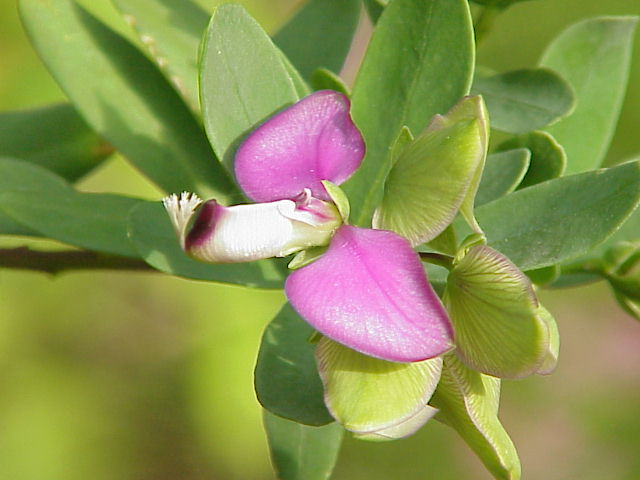
Polygala myrtifolia das Polygalaceae
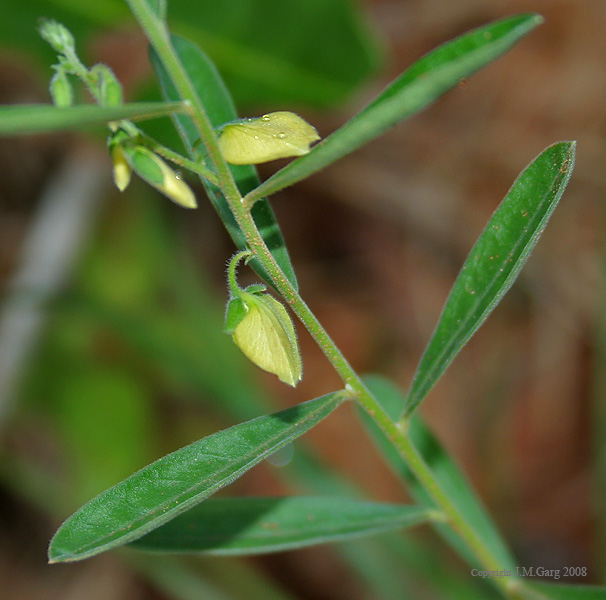
Polygala elongata das Polygalaceae
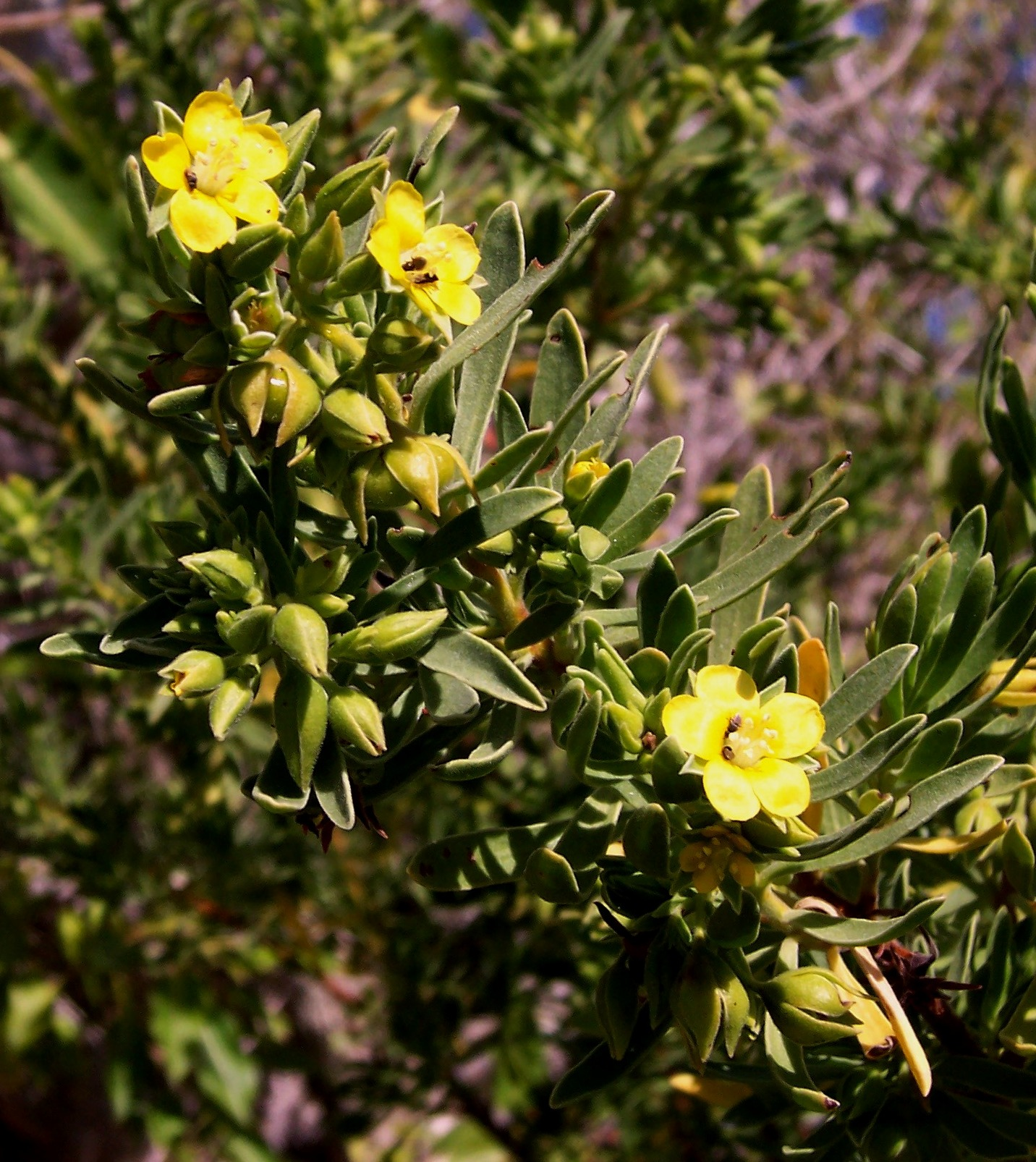
Suriana maritima das Surianaceae